# Геттер (программирование)
Метод чтения, геттер (англ. getter — получатель) — (в программировании) специальный метод, позволяющий получить данные, доступ к которым напрямую ограничен. Это один из методов объектно-ориентированного программирования, который помогает реализовать гибкий механизм инкапсуляции. В паре с сеттером (Setter) он может использоваться для организации свойств и методов в языках, где они не поддерживаются.

## Примеры

### Java
```
class
 
Foo
 
{

 

    
private
 
int
 
data
;

    
private
 
boolean
 
flag
;

 

    
public
 
void
 
setData
(
int
 
data
)
 
{

        
this
.
data
 
=
 
data
;

    
}

    
public
 
int
 
getData
()
 
{

        
return
 
data
;

    
}

 

    
public
 
void
 
setFlag
(
boolean
 
flag
)
 
{

        
this
.
flag
 
=
 
flag
;

    
}

    
// Для boolean свойств рекомендуется использовать префикс is, а не get

    
public
 
boolean
 
isFlag
()
 
{

        
return
 
flag
;

    
}

}

```

### C++
```
 
class
 
Foo

 
{

 
private
:

   
int
 
m_data
;

 
public
:

   
void
 
setData
 
(
int
 
data
)

   
{

      
m_data
 
=
 
data
;

   
}

   
int
 
getData
 
()
 
const

   
{

      
return
 
m_data
;

   
}

 
}

```

### Delphi
```
type
 

  
TFoo
 
=
 
class

  
private

    
FData
:
 
Integer
;

  
public

    
function
 
GetData
:
 
Integer
;

    
procedure
 
SetData
(
const
 
ANewData
:
 
Integer
)
;

    
property
 
Data
:
 
Integer
 
read
 
GetData
 
write
 
SetData
;

  
end
;

 

function
 
TFoo
.
GetData
:
 
Integer
;

begin

  
Result
 
:=
 
FData
;

end
;

 

procedure
 
TFoo
.
SetData
(
const
 
ANewData
:
 
Integer
)
;

begin

  
FData
 
:=
 
ANewData
;

end
;

```

В данном примере доступ к скрытому полю FData обеспечивается через методы SetData (сеттер) и GetData (геттер)

### Ruby
```
  
class
 
Foo

    
attr_accessor
 
:bar
 
# синтаксический сахар Ruby для автоматического

                       
# создания getter'а и setter'а для переменной bar

  
end

  

  
foo
 
=
 
Foo
.
new

  
foo
.
bar
 
=
 
42
  
# вызов foo.bar=(42) (setter)

  
foo
.
bar
       
# вызов foo.bar (getter)

```

### Javascript
```
var
 
Foo
 
=
 
function
 
(
bar
)
 
{

   
this
.
bar
 
=
 
bar
;

};

Foo
.
prototype
 
=
 
{

   
get
 
bar
 
()
 
{

      
console
.
log
(
'bar getter'
);

      
return
 
this
.
_bar
;

   
},

   
set
 
bar
 
(
bar
)
 
{

      
console
.
log
(
'bar setter'
);

      
this
.
_bar
 
=
 
bar
;

   
}

};

var
 
foo
 
=
 
new
 
Foo
(
15
);

foo
.
bar
 
=
 
123
;
 
// bar setter

console
.
log
(
foo
.
bar
);
 
// bar getter, 123

```

### PHP
В PHP отсутствует прямой механизм использования геттеров, поэтому их реализуют через «волшебный» метод __get()
```
<?php

class
 
Foo

{

    
private
 
$data
;

    
public
 
function
  
__get
(
$name
)

    
{

        
$method
 
=
 
'get'
.
ucfirst
(
$name
);
        
        
if
 
(
method_exists
(
$this
,
 
$method
))
 
{

            
return
 
$this
->
$method
();

        
}

    
}

    
public
 
function
 
getData
()

    
{

        
return
 
$this
->
data
;

    
}

}

```

### C#
В C# геттеры и сеттеры используются в механизме свойств. Геттеру соответствует ключевое слово get, сеттеру — set. В версии 3 появился автоматический геттер.
```
class
 
Foo

{

     
private
 
int
 
id
;

     
private
 
string
 
name
;

     
public
 
int
 
ID

     
{

         
get
 
{
 
return
 
id
;
 
}

     
}

     
public
 
string
 
Name

     
{

         
get
 
{
 
return
 
name
;
 
}

         
set
 
{
 
this
.
name
 
=
 
value
;
 
}

     
}

     
public
 
string
 
SomeProperty

     
{

         
get
;

         
set
;

     
}

}

```

### VB.NET
В VB.NET для создания геттера обязатально необходимо указать модификатор ReadOnly если не используется сеттер.
Автореализуемые свойства появились начиная с VB 10.0, то есть нет необходимости писать реализацию свойства, достаточно объявления.
```
Public
 
Class
 
Foo

    
Private
 
m_Data
 
As
 
Integer
 
'Закрытое поле с данными

    
Public
 
Property
 
Message
 
As
 
Integer
 
'Автореализуемое свойство, начиная с VB 10.0

    
Public
 
ReadOnly
 
Property
 
Data
 
As
 
Integer
 
'Открытое свойство только для чтения

        
Get

            
Return
 
m_Data

        
End
 
Get

    
End
 
Property

End
 
Class

```

### Python
В Python геттер и сеттер класса можно сделать с помощью декоратора @property, атрибуты, которые начинаются с __ помечаются как доступные только внутри объекта.
```
class
 
Foo
:

     
    
def
 
__init__
(
self
,
 
data
=
None
):

        
self
.
__data
 
=
 
data

           
    
@property

    
def
 
data
(
self
):

        
return
 
self
.
__data

     
    
@data
.
setter

    
def
 
data
(
self
,
 
value
):

        
self
.
__data
 
=
 
value

```